# Névez
Névez è un comune francese di 2 775 abitanti situato nel dipartimento del Finistère nella regione della Bretagna.
Nella frazione Port Manec'h di Névez il fiume Aven sfocia nell'Oceano Atlantico.

## Società

### Evoluzione demografica
Abitanti censiti